# قطعنامه ۲۲۹ شورای امنیت
قطعنامه  ۲۲۹ شورای امنیت سازمان ملل متحد که در تاریخ ۰۲ دسامبر ۱۹۶۶ تصویب شد، سندی بین‌المللی دربارهٔ توصیه در مورد انتصاب دبیر کل سازمان ملل است. این قطعنامه طی نشست ۱۳۲۹ام 
تصویب شد.